# STS-112
إس تي إس-112 (بالإنجليزية: STS-112)‏ الرحلة الحادية عشر بعد المائة ضمن برنامج مكوك الفضاء لوكالة ناسا، والرحلة السادسة والعشرون على متن مكوك الفضاء أتلانتيس، انطلقت الرحلة في 7 أكتوبر 2002 من مركز كينيدي للفضاء ، وهبطت بتاريخ 18 أكتوبر في مركز كنيدي أيضاً، بعد عشرة أيام و19 ساعة مكثتها الرحلة في الفضاء، الهدف من الرحلة استكمال تركيب شريحة الدعامة لمحطة الفضاء الدولية، من خلال عملية سير في الفضاء، وإجراء عدد من التجارب العلمية البيولوجية، بلغ عدد الرواد المشاركين في الرحلة ستة رواد من بينهم رائد فضاء روسي.